# Industria energiei electrice și termice
Industria energiei electrice și termice este o ramură de bază a industriei grele, care produce energie electrică și termică valorificând resursele naturale (cărbune, țiței, gaze naturale, lemn, căderi de apă, materiale fisionabile, etc.). În această ramură se includ și transportul și distribuția energiei electrice și termice.